# Golm (Potsdam)
Golm è un quartiere della città tedesca di Potsdam.
Il nome si pensa derivi da "chelm" che significa collina nelle lingue slave occidentali (per paragone si pensi anche all'assonanza con la città polacca Chełm).
A Golm sono ospitati edifici dell'Università di Potsdam, vari istitut della Società Max Planck e della società Fraunhofer. Vi è anche il comando della Bundeswehr del Land del Brandeburgo, ospitato nella caserma "Havelland" che si estende sino alla frazione Eiche.
La frazione confina a nord con le parti occidentale di Potsdam, Grube e Bornim, ad est con Eiche, a sud con il Wildpark-West appartenente al territorio di Geltow, frazione del comune di Schwielowseee ad ovest al Grande lago Zern.

## Storia
Il 26 ottobre 2003, nell'ambito della riforma territoriale del Brandeburgo, il comune di Golm fu soppresso e aggregato alla città di Potsdam.

## Monumenti e luoghi d’interesse
Chiesa (Dorfkirche)Edificio di origine medievale, rinnovato in stile barocco nel 1718 con l’aggiunta della torre.
Chiesa nuova (Neue Kirche)Costruita dal 1883 al 1886 in stile neogotico.